# Glacier Crater
Pour les articles homonymes, voir Crater.

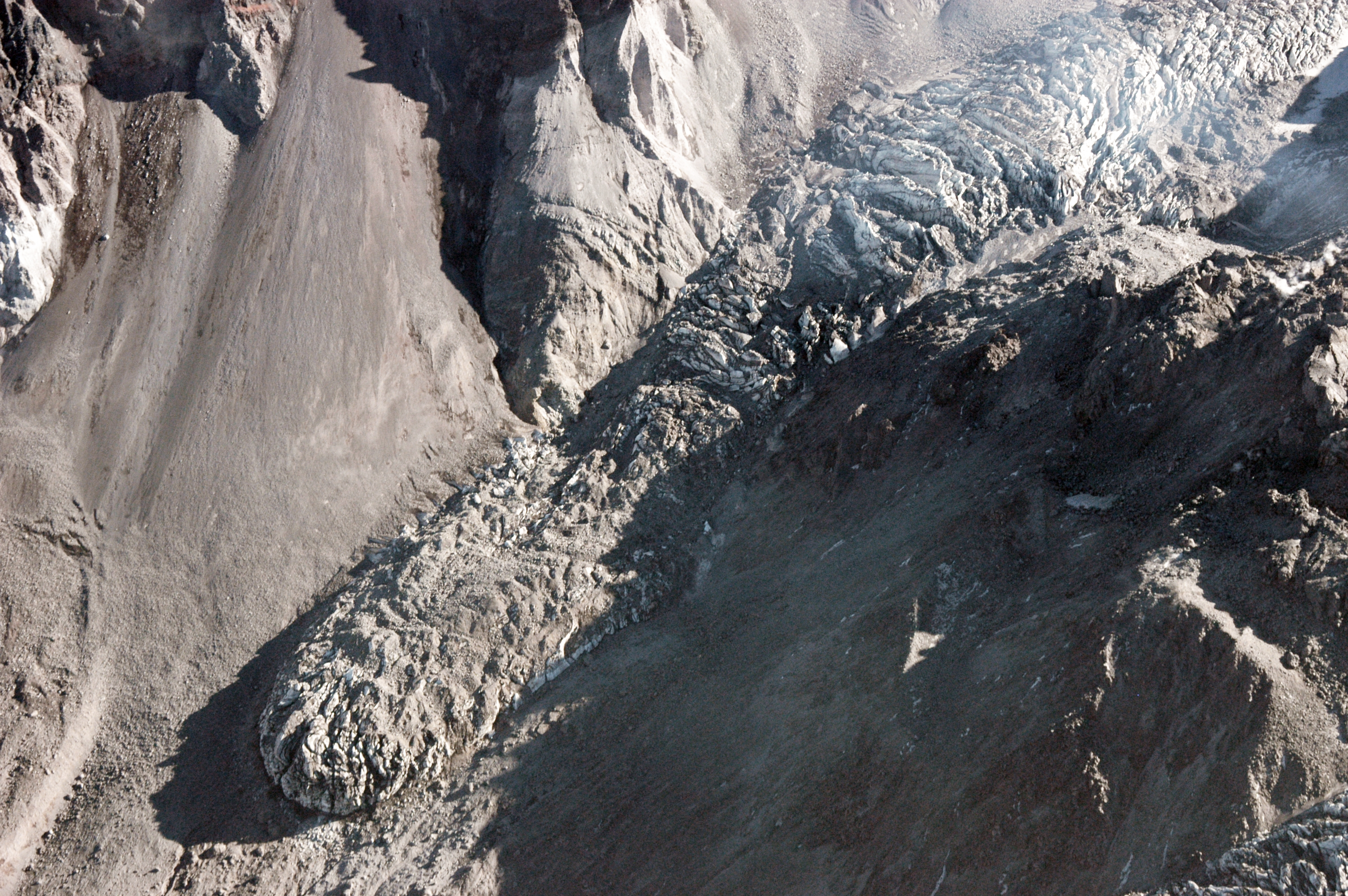
Côté oriental du glacier

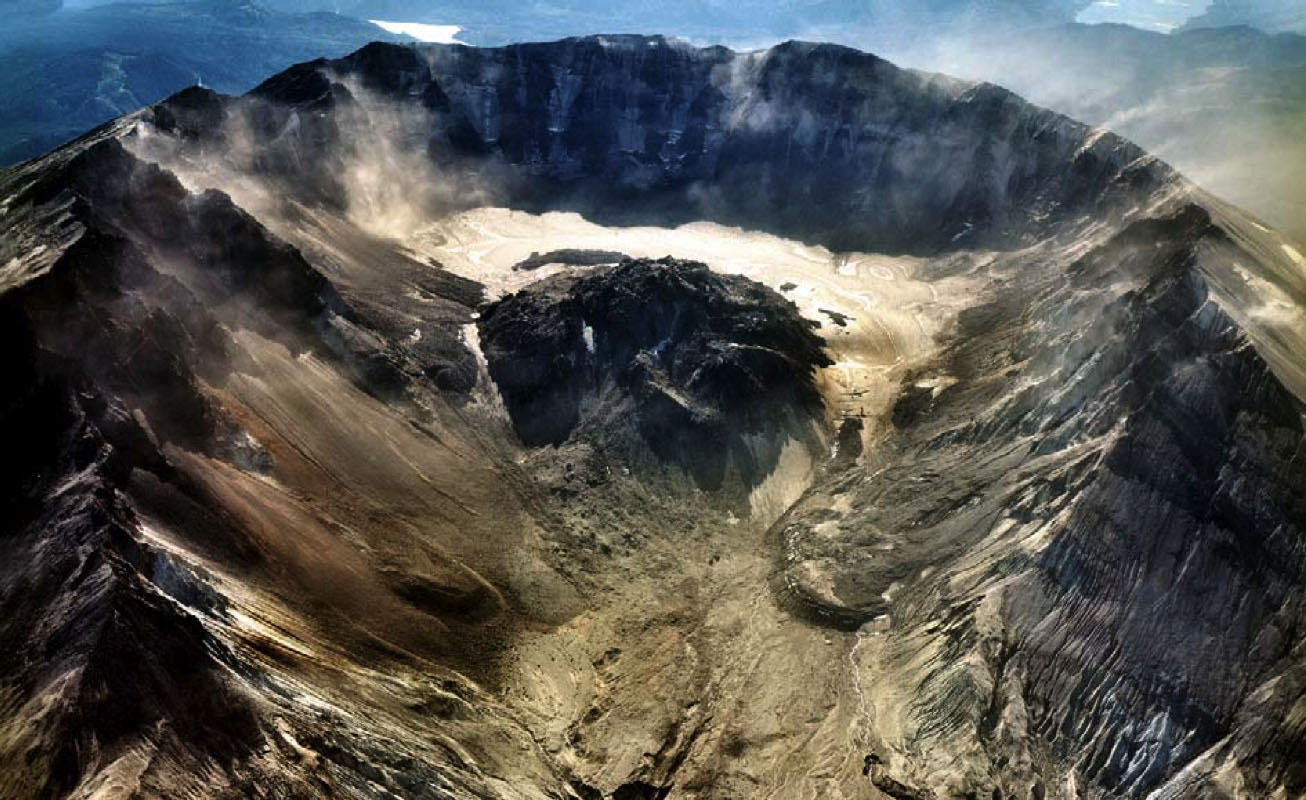
Le cratère en octobre 2000.

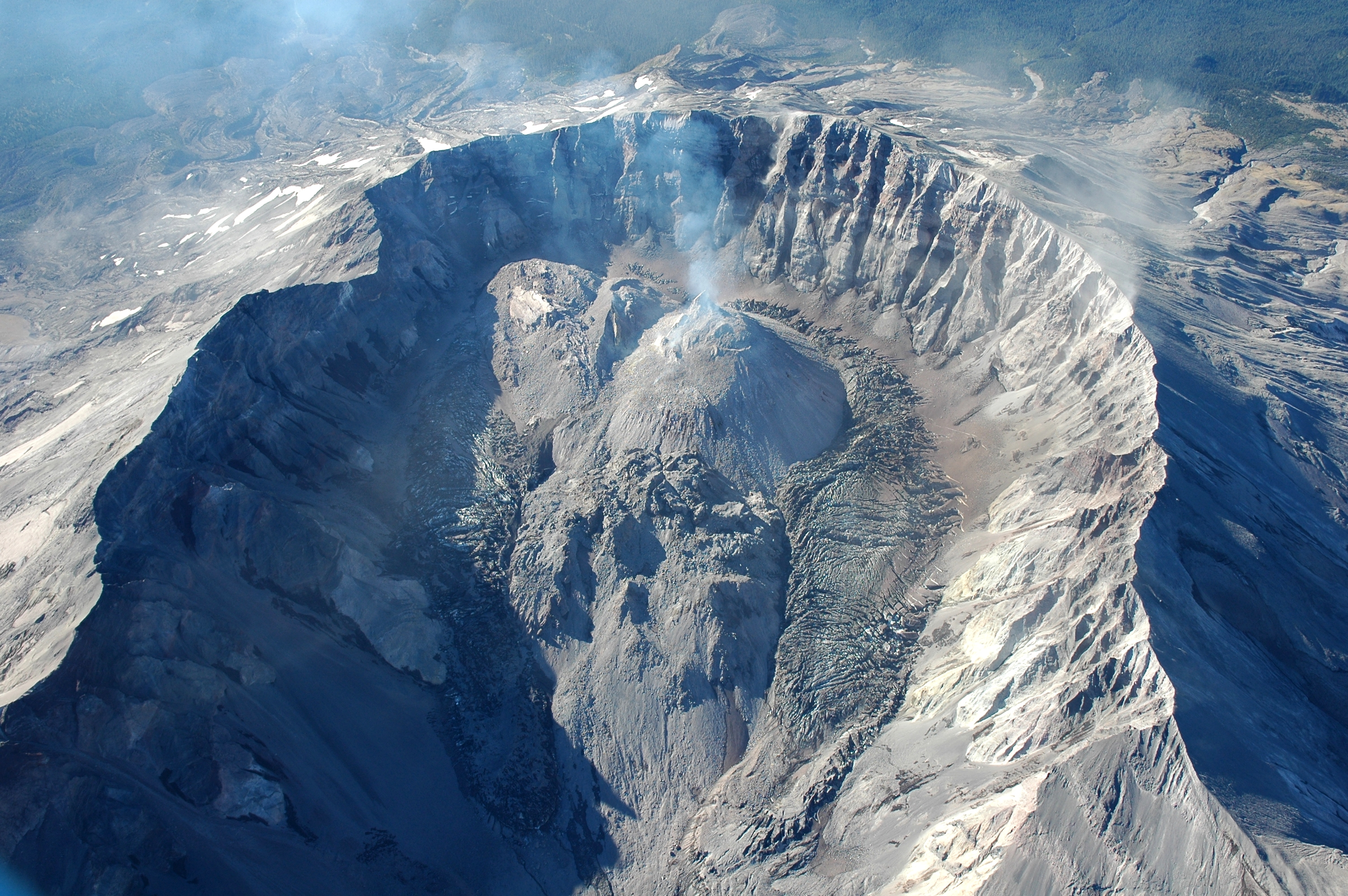
De nouveaux glaciers se forment sur le cratère.

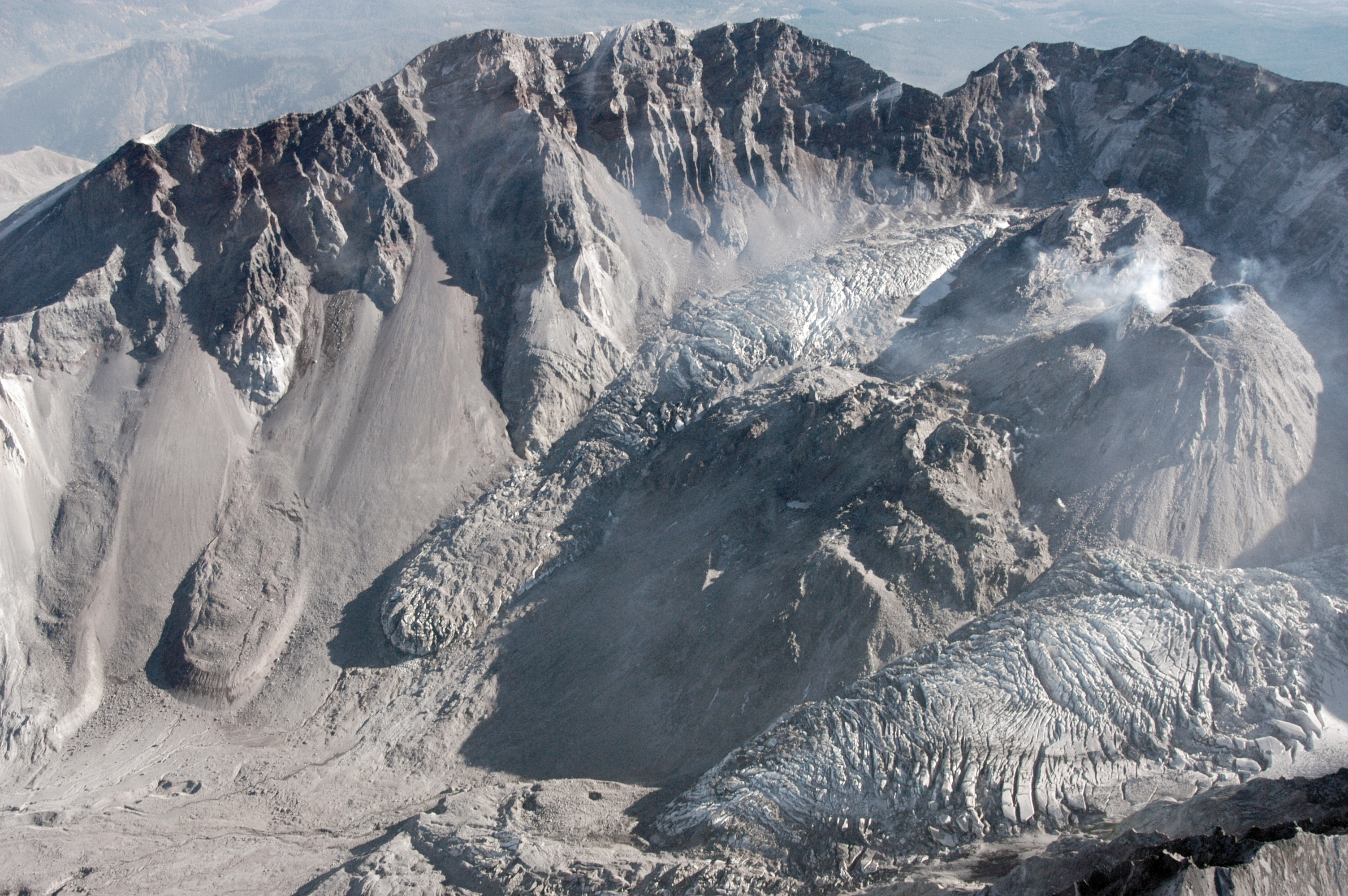
Glaciers dans le cratère du Mont Saint Helens.

Le glacier Crater ou glacier Tulutson est un jeune glacier situé sur le mont Saint Helens, dans l’État américain de Washington.

## Géographie
Le glacier Crater est situé sur la face nord du cratère volcanique apparu lors de l'éruption du mont Saint Helens en 1980. Un dôme important constitué de laves s’est constitué de 1980 à 1987 au centre de ce jeune cratère et un glacier s’est formé à l’ombre de celui-ci. Le glacier possède deux terminaisons (moraines) sur ses côtés est et ouest. L’activité volcanique de 2004 a créé un nouveau dôme qui a presque découpé le glacier en deux parties. La glace a une épaisseur d’environ 100 mètres avec des pointes par endroits jusque 200 mètres ce qui est presque aussi profond que pour le glacier Carbon Glacier localisé sur le mont Rainier. La glace d’avant 1980 disparut lors de l’éruption ce qui signifie que la glace actuelle est postérieure à 1980. Néanmoins, le volume actuel de glace est déjà identique au volume d’avant éruption. Les chutes de neige importantes en hiver, les avalanches fréquentes causées par l’activité du volcan et le faible ensoleillement à cet endroit ont favorisé une extension rapide du glacier.
La surface du glacier paraît sombre et sale à cause des résidus volcaniques en quantité à proximité,,,,.

## Histoire
Durant l’hiver 1980-1981, le glacier commence à grandir très rapidement (14 mètres d’épaisseur par an) à l’ombre du cratère. Des scientifiques découvrent cet accroissement 7 à 9 ans plus tard bien qu’aucune publication ne soit faite avant 1999. En 2004, le glacier recouvre une surface de 0,93 km2. À cause des gaz émis par le cratère, il existait des cavernes naturelles de glace. Celles-ci furent explorées à la fin des années 1990,. Lors des activités du volcan en 2004, le glacier est soulevé et poussé plus loin par le mouvement du dôme volcanique. Le glacier qui était auparavant assez lisse est devenu crevassé et recouvert de séracs à la suite des mouvements du volcan. Son apparence s’est donc rapidement modifiée en fonction des chutes importantes de neige et à la suite de l’activité volcanique. En 2007, le glacier continuait encore à s’étendre. Son avancée orientale était plus importante car ce côté est plus fortement protégé par l’ombre du volcan.

## Cavernes de glace
En 2000, des grottes de glace furent découvertes sur le glacier. Elles furent explorées tout comme celle au sommet du mont Rainier. Les grottes se trouvaient à proximité du dôme de lave de 1980 où des vapeurs chaudes et des gaz étaient toujours expulsées via des fumerolles. Environ 2,4 km de grottes ont été étudiées et cartographiées.
Lors de la nouvelle période d’activité de 2004, des parties du glacier et des grottes furent fondues tout en créant des explosions de vapeur alimentées par la glace fondue. Les grottes restantes furent également déformées ou obstruées par les mouvements du volcan. De nouvelles cavernes se sont probablement créées mais il était très dangereux de les étudier en 2007 vu la fragilisation de la glace existante depuis le début de la période d’activité plus intense.

## Autres glaciers
Depuis 2004, de nouveaux glaciers se sont formés sur les flancs du cratère au-dessus de glacier Crater en fournissant celui-ci en nouvelle glace et en rocher. D’autres accumulations de neige laissent à penser que de nouveaux glaciers pourraient se développer dans le futur.

## Toponymie
À partir de la découverte du glacier à la fin des années 1980, les scientifiques le nomment Crater Glacier entre eux de façon informelle. Ce terme est alors couramment utilisé également dans le public tout en apparaissant dans différentes publications. Un journal scientifique le nomme toutefois Amphitheater Glacier, mais ce nom n'est jamais employé ailleurs.
En dépit de nombreuses publications sur le glacier dans les années 1990, aucun nom officiel n'est donné au glacier avant 2004,,,. À ce moment, une personne de la tribu amérindienne Cowlitz suggère de nommer le glacier Tulutson Glacier ce qui signifie « glace » en langage cowlitz. En mars 2005, le service géographique des noms de l’État de Washington choisit ce nom parmi trois autres propositions (Crater, Spirit et Tamanawas). 
Cependant, le service national américain des noms géographiques avait déjà été contacté pour décider également du nom. Les propositions sont alors « Tuluston », « Crater » et « Kraffts Glacier » en hommage aux volcanologues Katia et Maurice Krafft tués en mission en 1991. En juin 2006, le choix se porte finalement sur Crater Glacier pour respecter sa forte utilisation dans le passé et cela même si l’État de Washington et le Service des forêts des États-Unis contestent l’appellation. Les scientifiques de l'observatoire des volcans de la chaîne montagneuse des Cascades acceptent cette dénomination en disant que Tuluston ne serait plus un terme approprié d’autant plus que la région n’était pas habitées par les Cowlitz mais par des tribus ayant une autre langue.
Après cette décision, l’État de Washington décrète que Tulutson serait encore employé dans l’État de Washington contrairement au reste des États-Unis. Une proposition d’après 2006 est en cours de réflexion pour que le glacier soit séparé en East Crater Glacier et West Crater Glacier.